# Geheim Leger

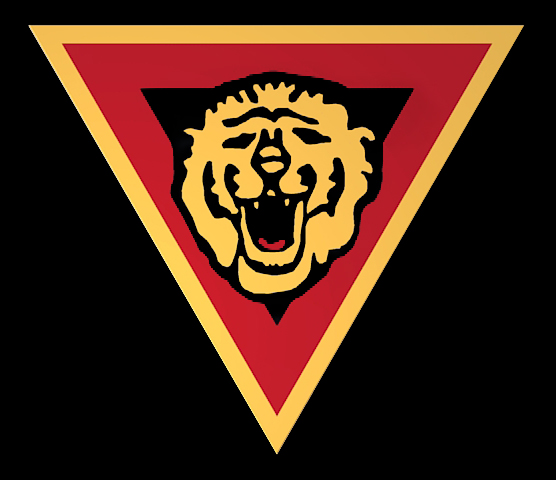
Insigne van het Geheim Leger

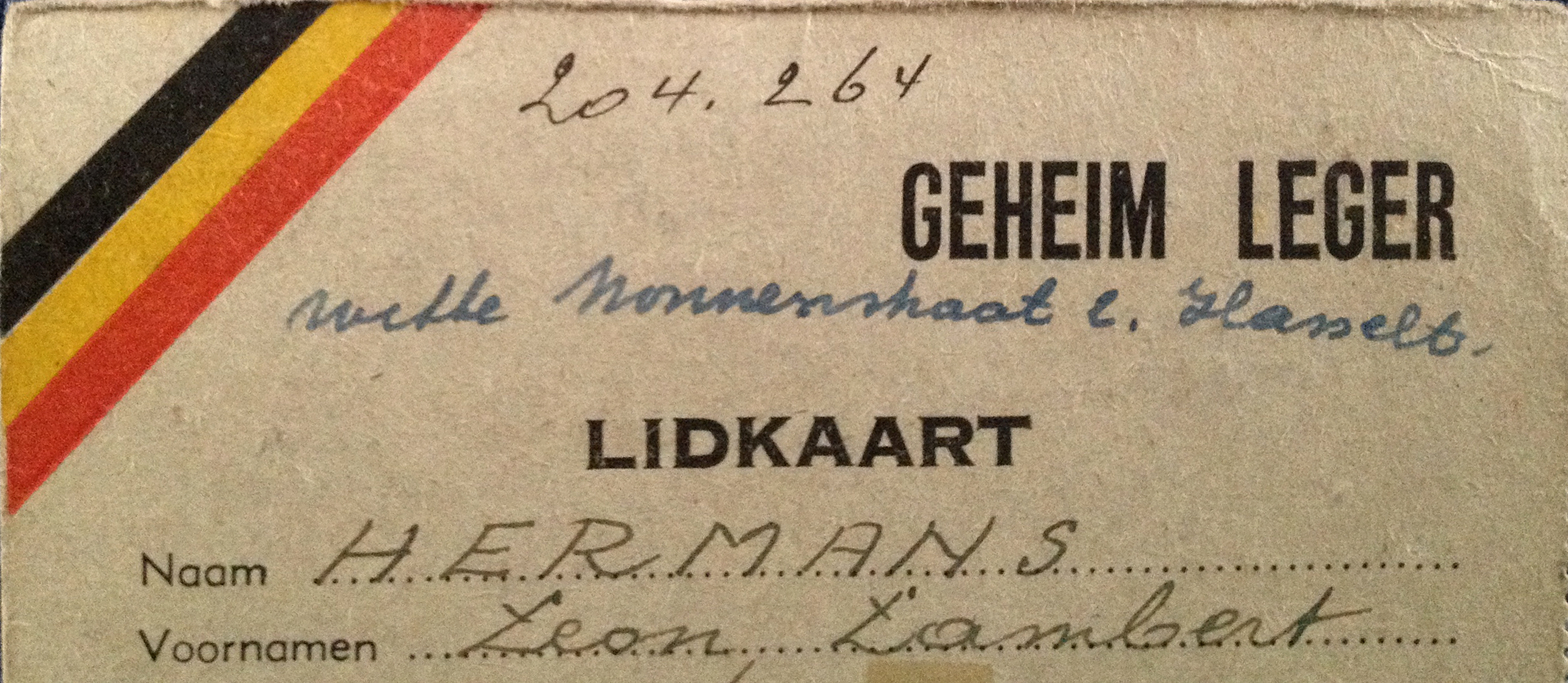
Lidkaart van het Geheim Leger

Het Geheim Leger was een gewapende Belgische verzetsgroepering tijdens de Tweede Wereldoorlog, ook bekend onder de benamingen Het Belgisch Legioen (La Légion belge) en Het Heropgericht Leger van België (L'Armée belge reconstituée). De voornaamste stichter was Charles Claser (Aalst, 27 juli 1901 - Groß-Rosen, 12 december 1944).

## Geschiedenis

### Ontstaan
Deze verzetsgroepering bestond vooral uit achtergebleven en oud-beroepsmilitairen en werd gesticht door kapitein-commandant Charles Claser.

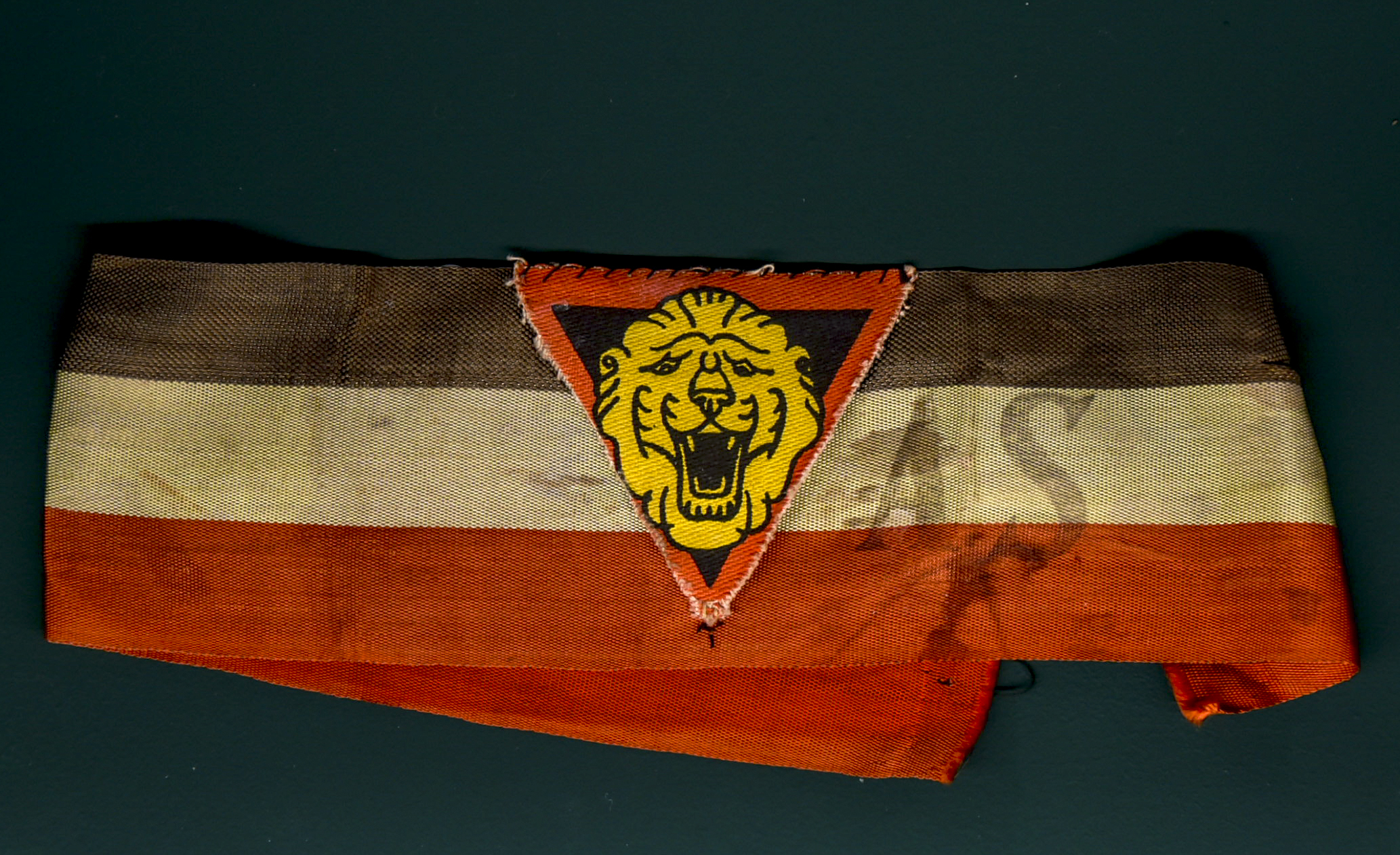
Verzetsband Geheim Leger

Oorspronkelijk was het doel van deze groepering een militair bestuur op te richten en de koning, Leopold III, grotere bevoegdheden toe te kennen bij een Duitse terugtrekking. Dit was aan het begin van de oorlog. Vele militairen zagen de oorzaak van de Belgische nederlaag in het falen van het vooroorlogse politieke regime. De militairen waren aanhangers van een sterke uitvoerende macht in handen van de koning. Tijdens de eerste maanden van de bezetting bleek overal de militaire zege van de Duitsers. Velen dachten dat vredesonderhandelingen niet meer veraf waren en dat deze ertoe zouden leiden dat Duitsland zijn troepen uit België zou terugtrekken. Uit angst dat separatistische en/of extreemlinkse groeperingen van dit machtsvacuüm zouden profiteren, troffen de militairen maatregelen. In die sfeer ontstond het Belgisch Legioen, La Phalange en Het Heropgericht Leger van België. In juni 1941 fuseerden deze drie paramilitaire groeperingen tot Het Legioen van België.

### De oorlogskansen keren
Vanaf juni 1941 keerden de oorlogskansen in het voordeel van de geallieerden. Groot-Brittannië zette de strijd ondanks alles verder en kreeg daarbij in de loop van 1941 de steun van de Sovjet-Unie en de Verenigde Staten. Een Duitse overwinning was dus niet meer vanzelfsprekend. De politieke ambities van de groep kwamen daardoor op de achtergrond en hun militaire karakter werd belangrijker. Om de Duitsers om de tuin te leiden bleef deze eerste doelstelling echter in de statuten staan.
Eind 1941 was het Legioen uitgegroeid tot een sterk gestructureerde beweging met een actieterrein over heel België. De Belgische regering in ballingschap vertrouwde het Legioen niet, vanwege haar oorspronkelijke politiek doel. Claser werd naar Londen gestuurd om het misverstand recht te zetten. Het Legioen had immers dringend erkenning, geld, richtlijnen en wapens nodig.

### Stroeve contacten met Londen
Op 17 maart 1942 vertrok Claser naar Engeland met agent Philippe de Liedekerke. Claser droeg daarbij de leiding van het Legioen over aan Charles Vander Putten. Hij kwam in Londen aan op 18 juli 1942 en werd ontvangen door de SOE (Special Operations Executive) en de Belgische Tweede sectie van het Ministerie van Landsverdediging. De Belgische Staatsveiligheid hoorde pas drie dagen later van zijn aankomst, nochtans moesten zij eerst de aangekomen Belgen ondervragen. Het wantrouwen dat de regering in ballingschap al tegenover Claser koesterde, werd daardoor versterkt. SOE en de Tweede Sectie besloten intussen Claser een militaire opdracht te geven. Deze opdracht maakte deel uit van een groot geallieerd plan (het plan "Action"). Claser beloofde dat hij daarbij zou afzien van alle politieke bedoelingen. Ze beloofden het Legioen ook een marconist, zodat ze in directe verbinding zouden staan met Londen. Claser vertrok terug naar België op 8 augustus 1942, zonder nog met de Staatsveiligheid te praten. Dat zette kwaad bloed, met het gevolg dat de chef Bernard van de Tweede Sectie werd ontslagen. De Belgische regering verklaarde geen opdracht gegeven te hebben aan Claser en in oktober 1942 kregen de inlichtingendiensten het bevel de contacten met Claser te verbreken.
Intussen was in de nacht van 27 op 28 augustus 1942 operatie Sprinbock uitgevoerd, die voor de radioverbinding tussen Claser en SOE moest zorgen. De agenten waren Jean Sterckmans en Nestor Bodson. Ze werden echter opgepakt door de Geheime Feldpolizei (GFP), die via de Abwehr op de hoogte was van de dropping. Beide agenten werden onder een valse naam opgesloten en later naar Duitsland overgebracht. De Duitsers noemden de operatie Pilgerchor. Op 29 augustus 1942 kwam Claser terug aan in België. Hij heeft waarschijnlijk nooit geweten waarom de beloofde marconist uit Londen niet kwam opdagen.
Ondanks de Londense campagne tegen zijn persoon, rekruteerde hij toch mensen uit het Belgisch Legioen en de Nationale Koninklijke Beweging (NKB) voor de uitvoering van het plan Actie. Daartoe richtte hij het Belgisch Vrijkorps voor Militaire Actie op. Uit veiligheidsredenen en omdat Bastin waarschijnlijk tegen de uitvoering van het plan gekant was, werd het Vrijkorps gescheiden van Het Legioen.
Omdat hij toch erkenning wilde van Londen, besloot hij met zijn adjunct Defroyennes terug naar Londen te vertrekken op 2 november 1942. Het Vrijkorps kwam onder leiding van kolonel Siron en Het Legioen stond intussen onder leiding van kolonel Bastin. Bij het overschrijden van de demarcatielijn werden ze echter aangehouden op 6 november 1942 en opgesloten onder hun schuilnamen Van den Hende (Claser) en Raoul Devergnies (Defroyennes) in de gevangenis van Dole.

### Onder bevel van Bastin
Intussen had de nieuwe bevelhebber, kolonel Bastin, belangrijke veranderingen doorgevoerd in het Legioen, onder andere decentralisatie. De paramilitaire groepering zou voortaan Het Leger van België heten, om het louter militaire karakter te benadrukken. In tegenstelling tot Claser kreeg Bastin wel gehoor in Londen en kreeg hij zelfs een militaire opdracht. Voortaan werd hij door de Belgische regering als aanvoerder van de Belgische clandestiene troepen beschouwd, dit door tussenkomst van Jean del Marmol en François de Kinder, de schoonbroer van eerste minister Hubert Pierlot.

### Verraad
Via een gemeenschappelijke vriend kwam een leider van het Vrijkorps, Stiers, in contact met Abwehr-topagent Prosper Dezitter en zijn minnares Florentine Giralt. De V-groep deed zich voor als Britse agenten en slaagden erin het vertrouwen te winnen van de leiding van het Vrijkorps. Belangrijk daarbij was de nep-ontsnapping van Claser en Defroyennes. De Abwehr deed het Vrijkorps geloven dat Claser en Defroyennes in Engeland waren toegekomen, in werkelijkheid zouden ze echter allebei sterven in het uitroeiingskamp van Groß-Rosen.
Door de valstrik werden heel wat (historici spreken van minstens 137 mensen) leiders van het Vrijkorps en Het Leger van België gearresteerd. De Abwehr had immers ledenlijsten van het Vrijkorps in handen. Van de gearresteerden kwamen er veel om in Duitse kampen.
Het Vrijkorps was opgerold, maar het Belgisch Leger bleef bestaan, intussen onder leiding van kolonel Ivan Gérard, met instemming van de Belgische regering in ballingschap. Reservekapitein Adelin Marissal werd op 3 juli 1943 gedropt met de zending Stanley. Hij kreeg instructies mee van de regering voor de structurering en organisatie van de geheime troepen en de inschakeling in toekomstige militaire operaties.

### Het Geheim Leger

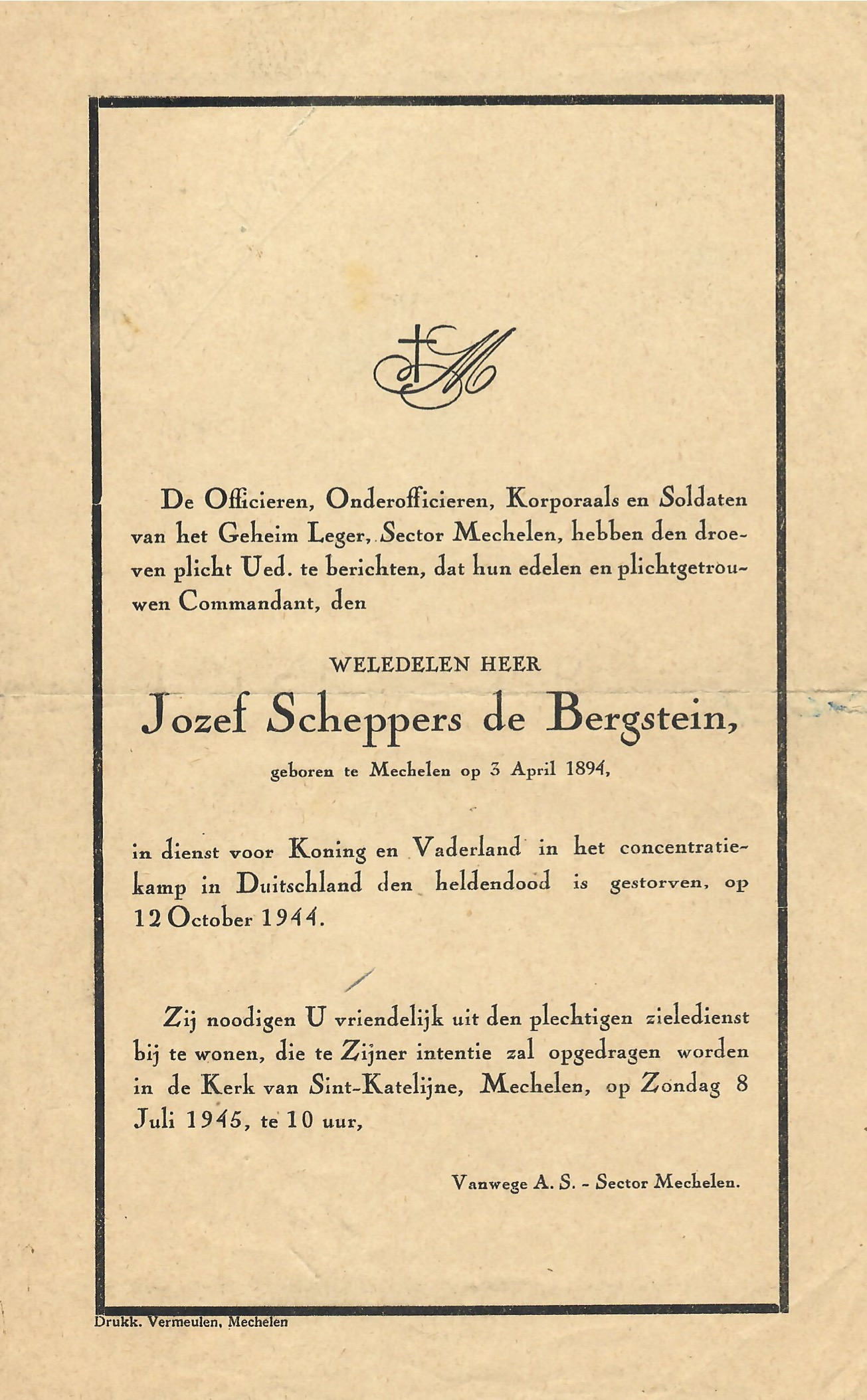
Na het einde van de oorlog werden er voor de gevallenen herdenkingsdiensten georganiseerd

Kolonel Ivan Gérard vertrok in februari 1944 naar Londen en droeg het bevel over aan Luitenant-generaal Jules Pire. Het Belgisch Leger (voordien Belgisch Legioen) werd nu Het Geheim Leger genoemd.

### Na deOperatie Overlord
De belangrijkste acties van het Geheim Leger (en zijn voorgangers) kwamen na juni 1944, vooral na de landing van de geallieerde strijdkrachten in Normandië. Op dat moment verstoorde het Geheim Leger, met intussen 54.000 leden,  het treinverkeer, de bruggen en communicatielijnen van de bezetter. Verdere militaire acties tijdens de bevrijding bleven beperkt, gezien de snelle opmars van de geallieerde troepen, tenzij in de Ardennen, waar nog enige strijd te leveren was.
Het Geheim Leger slaagde er ook in vele Duitse soldaten gevangen te nemen en hun aftocht te bemoeilijken. Tijdens, en ook na de bevrijding, bood het Geheim Leger ook nog hulp aan de geallieerde troepen.

### Demobilisatie
Demobilisatie van het Geheim Leger kwam er in oktober 1944. Het Leger telde toen 54.314 erkende leden en was daarmee de grootste gewapende verzetsorganisatie van België. Meer dan 4000 van haar leden stierven bij of na hun arrestaties in gevangenschap.

## Herdenking en eerbetoon

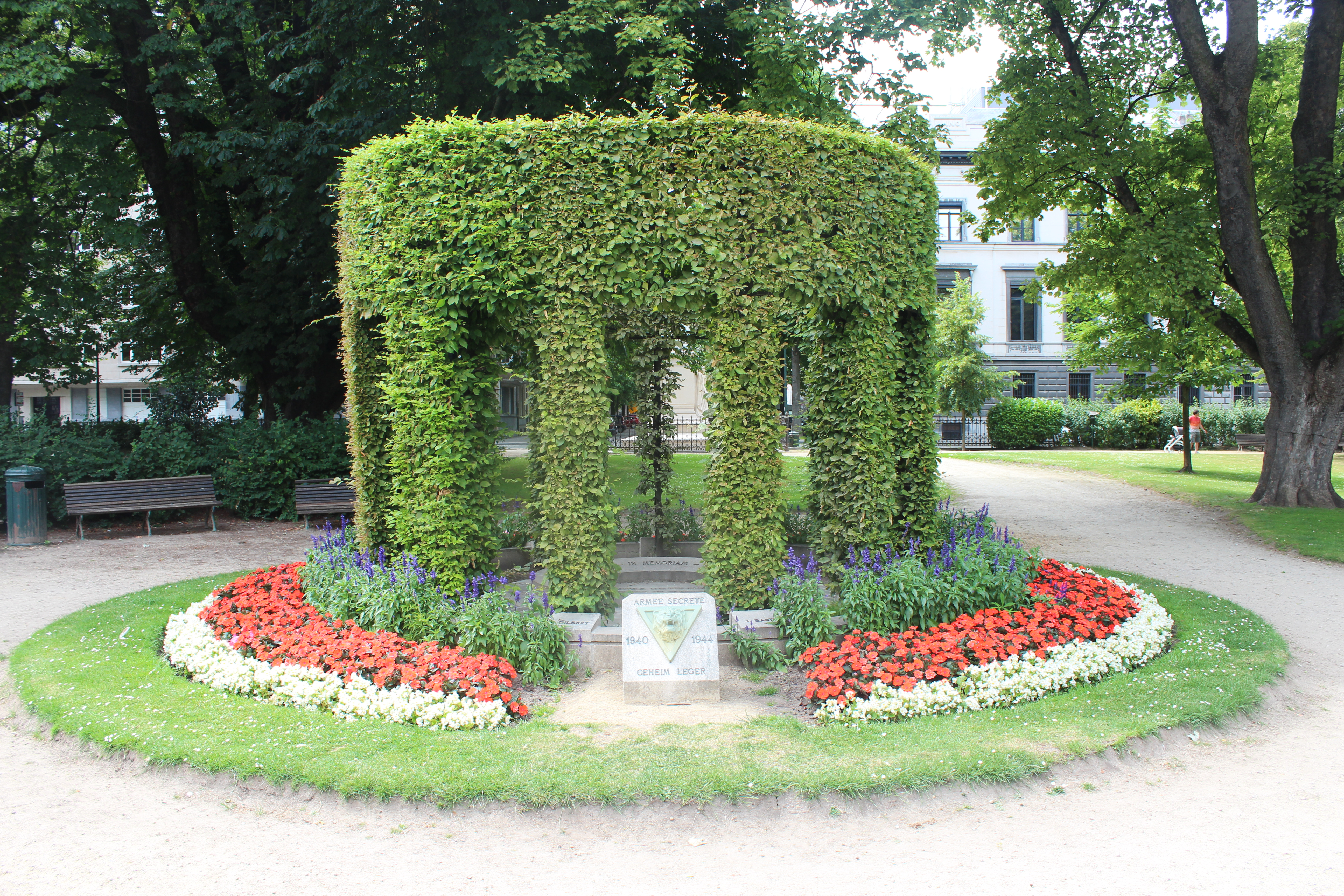
Monument Geheim Leger op het Frère-Orbansquare

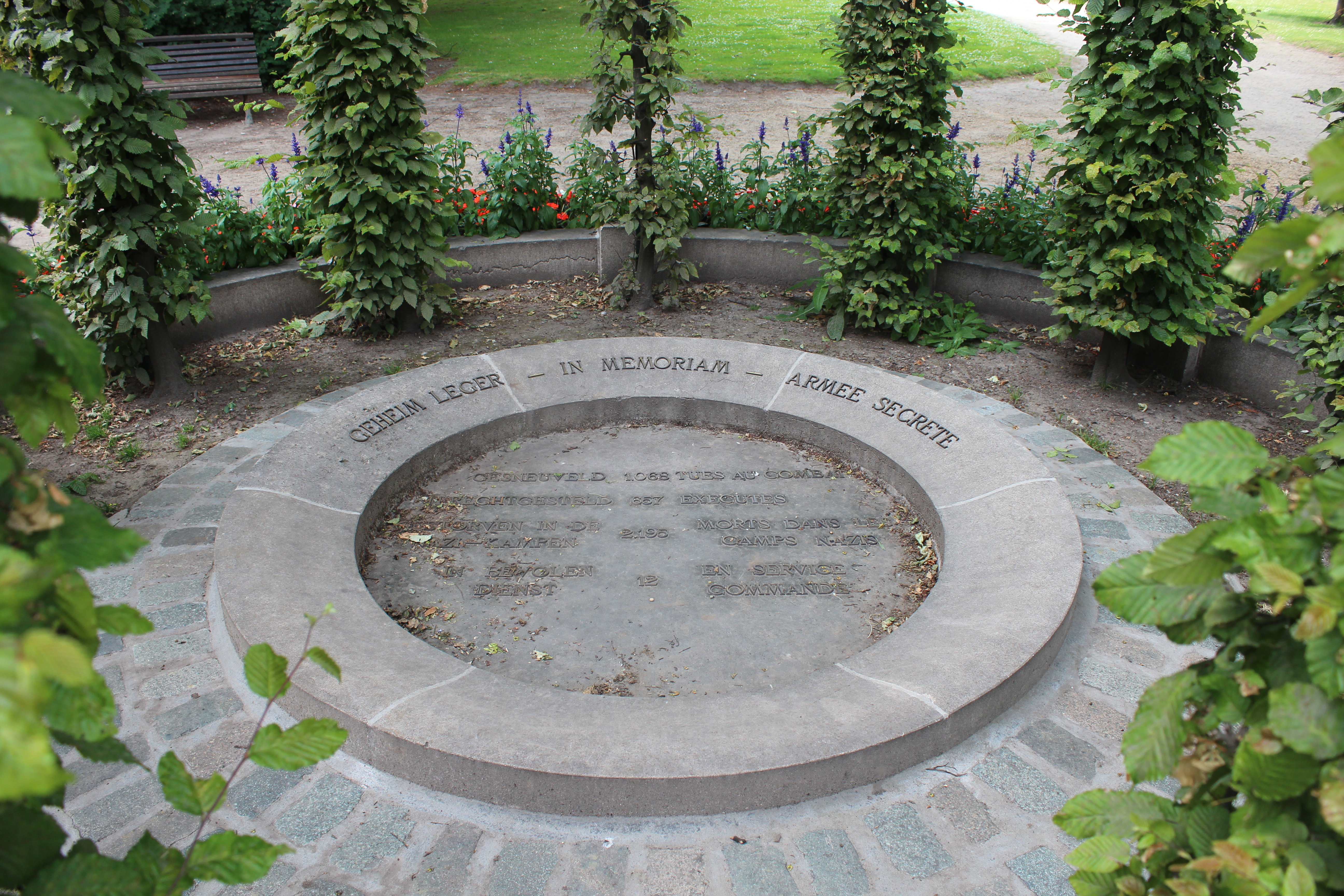
Inscriptie monument Geheim Leger

### KUVGL
De KUVGL (koninklijke unie der verbroederingen van het geheim leger) werd opgericht na de Tweede Wereldoorlog en komt voort uit het geheim leger. Deze unie bleef bestaan tot 2002.

### SGL
Na 2002 werd de KUVGL ontbonden en werd de SGL opgericht. SGL staat voor Stichting Geheim Leger (in het Frans: FAS of Fondation Armée Secrète).

### Monumenten
Na de oorlog kregen de dertien kolonels van het Geheim Leger die tijdens de oorlog waren omgekomen, een monument op de Grote Zavel te Brussel. Het werd op 17 november 1957 ingehuldigd in aanwezigheid van koning Boudewijn.
In 1987 werd het overgebracht naar het Frère-Orbansquare. Sedertdien is het een nationaal monument voor alle leden van het geheim leger die zijn gesneuveld, terechtgesteld of gestorven in nazikampen.
Er zijn ook monumenten voor de gesneuvelde verzetsmensen van het Geheim Leger van de sector Maaseik
- De Kapel van de Weerstand in de bossen van Rotem (Dilsen-Stokkem)
- Belgisch monument in Cadier en Keer
- Monument Mindergangelt, aan de Duitse kant van de grens bij Schinveld

Deze mensen zijn door Duitse en Belgische nazi’s vermoord, terwijl het kanongebulder van de naderende 30e Infanteriedivisie (Verenigde Staten) al te horen was.